# Muzeum Józefa Stalina w Batumi
Muzeum Józefa Stalina w Batumi – nieistniejące muzeum biograficzne poświęcone Józefowi Stalinowi. znajdujące się w Batumi, przy ulicy Puszkina 19. Zgromadzone eksponaty dotyczą całego życia Stalina że szczególnym uwzględnieniem jego związków z Gruzją. Muzeum zostało zamknięte, a eksponaty przekazane do lokalnego muzeum.